# Housecarl
 (janvier 2010).
Si vous disposez d'ouvrages ou d'articles de référence ou si vous connaissez des sites web de qualité traitant du thème abordé ici, merci de compléter l'article en donnant les références utiles à sa vérifiabilité et en les liant à la section « Notes et références ».

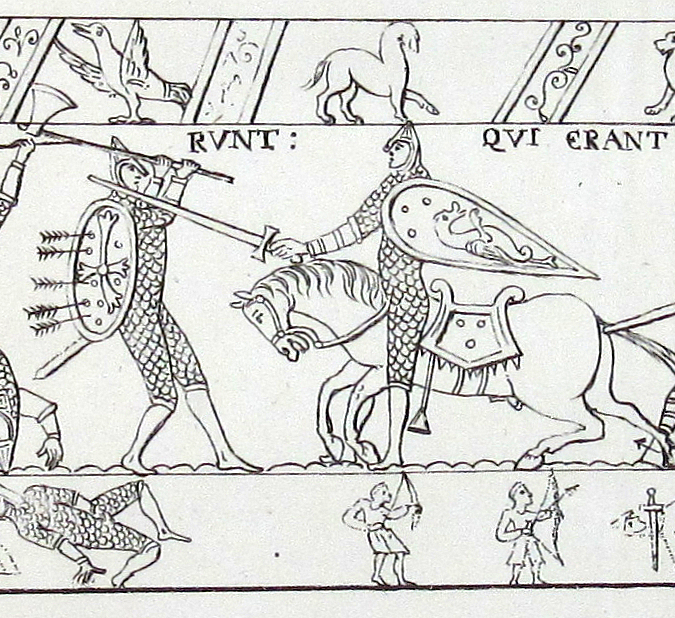
Cette partie de la Tapisserie de Bayeux montre probablement un chevalier normand (à droite) affrontant un housecarl (à gauche).

Les housecarls (du vieux norrois húskarlar, anglicisé en huscarl en vieil anglais, de hus, maison, et carl, homme) sont une garde personnelle des seigneurs et rois vikings, et des rois anglo-saxons.

## Étymologie
Huscarl, également orthographié en vieux norrois húskarl « l'homme de maison, l'homme armé ». Ils sont des serviteurs ou des gardes du corps au service d'un roi ou d'un chef scandinave au cours des périodes vikings en particulier.

## Historique
L'âge d'or des housecarls se situe entre 1015 et 1035 en tant que force d'occupation danoise en Angleterre sous Canut le Grand.
Les housecarls sont sélectionnés dans l'armée parmi les soldats les plus robustes et les plus expérimentés. Ils sont armés d'une hache danoise pouvant mesurer 180 cm de long pour les utilisateurs les plus grands, maniée à deux mains. L'arme a un fer court, afin de concentrer toute la puissance de frappe sur une zone réduite et ainsi transpercer les armures. Cette arme a l'avantage d'avoir une portée plus longue que celle des épées, une portée parfois semblable à celle des lances, elles aussi très souvent utilisées, ce qui donne l'avantage de pouvoir toucher un ennemi sans risquer de recevoir un coup d'épée (qui serait difficile à parer car l'utilisation d'une hache à deux mains empêche l'usage d'un bouclier). Les housecarls sont cependant également équipés d'un bouclier et d'une épée au cas où ils perdent leur hache, et d'un poignard. Leur équipement défensif comprend une cotte de mailles longue et fendue afin de pouvoir monter à cheval.
Lors des batailles rangées, ils sont disséminés au sein des troupes. Leur rôle est tout d'abord de motiver les moins expérimentés. Au combat, en attaquant à la hache depuis le haut, ils forcent l'ennemi à élever ses boucliers, ce qui amène à découvrir une partie du corps et permet aux lanciers d'attaquer sans difficulté. 
D'une grande loyauté envers leurs employeurs, ils sont les seuls militaires de carrière dans le royaume d'Angleterre, mais d'un nombre relativement faible, évalué à environ 3000. Le reste de l'armée est composé de miliciens, de paysans et également d'autres mercenaires aventuriers.
Un impôt permet de payer les 3 000 housecarls royaux qui étaient logés et nourris aux frais du roi et qui interviennent dans certaines tâches administratives en temps de paix en tant que représentants du roi. Harold II d'Angleterre et environ 3 500 housecarls combattent à la bataille de Stamford Bridge le 25 septembre 1066, avant d'arriver fourbus, au nombre de 2 000, à la bataille d'Hastings le 14 octobre de la même année.